# 紹柳斯·斯克韋爾內利斯
绍柳斯·斯克韦尔内利斯（1970年7月23日—），是一名立陶宛政治人物、前警察局長，2016年11月11日起成為立陶宛议会卡羅萊尼斯基斯選區議員。
2016年11月，經過立陶宛議會兩大政黨立陶宛農民與綠人聯盟和立陶宛社會民主黨的談判後，雙方同意斯克韋爾內利斯成為下任立陶宛總理人選。

## 簡歷
斯克韦尔内利斯於1994年畢業於維爾紐斯技術大學（Vilnius Technical University；今維爾紐斯·格迪米納斯技術大學），後在立陶宛警察學院工作（今米科拉斯·罗梅里斯大学）。
1998年，斯克韦尔内利斯成為特拉開區的交通警察督察，開始了在立陶宛執法系統的職業生涯，其後逐漸升級，到2011年3月7日成為立陶宛警察總局長。
斯克韦尔内利斯於2019年參選總統，在首輪投票得票居第三位落敗。